# 红毛王鼠
红毛王鼠（学名：Maxomys surifer）也称红刺鼠、红硬毛鼠，一种分布于东南亚及中国云南地区的小型哺乳动物，隶属于鼠科王鼠属（東洋硬毛鼠屬）。